# Раймунд V (граф Тулузы)

Раймунд V (фр. Raymond V de Toulouse, 1134 — декабрь 1194) — граф Тулузы и Сен-Жиля, герцог Нарбонны, маркиз Готии и Прованса (16 августа 1148 — декабрь 1194), сын Альфонса I Иордана и Файдивы д'Юзес.

## Биография

### Борьба с Генрихом II Плантагенетом
Когда Альфонс I Иордан умер во время второго крестового похода в Святую Землю в 1148 году, графство Тулуза перешло к его сыну Раймунду. 18 мая 1152 года, через два месяца после развода с Людовиком VII, королём Франции, Элеонора, герцогиня Аквитании и графиня Пуатье, вступила в брак с Генрихом Плантагенетом, герцогом Нормандии, графом Анжу, Мэна и Тура, который спустя полтора года стал королём Англии.
Элеонора имела притязания на Тулузу как внучка Филиппы, супруги Гильома IX, герцога Аквитании и дочери Гильома IV, графа Тулузы. В своё время их уже выдвигал её первый муж Людовик VII, но тогдашнему графу Тулузскому Альфонсу Иордану удалось с ним договориться. Их поддержал и второй муж, Генрих II Плантагенет. Чтобы отразить угрозу с этой стороны, Раймунд V в 1154 году женился на Констанции Французской, сестре короля Франции Людовика VII.
Генрих II создал широкую коалицию. Он заключил союз с Рамоном Беренгером IV, принцем-консортом Арагона и графом Барселоны, а также с рядом лангедокских баронов: с Раймундом I Транкавелем, с Эрменгардой, виконтессой Нарбоннской, и другими. Генрих II подступил к Тулузе в 1159 году, но натолкнулся на отряд Людовика VII, подоспевший раньше. Генриху, который был также вассалом французского короля за некоторые владения, пришлось отступиться. Война возобновилась в 1162 году и продолжалась ещё два года без особых успехов для обеих сторон, после чего был заключен мир. В 1164 году Раймунд укрепил свои позиции в графстве Прованс, женив своего сына Альберика Тайлефера на Беатрисе д’Альбон, графине Альбона и наследнице Дофине. В 1165 году он по невыясненным причинам развелся с Констанцией Французской.

### Борьба за Прованс
В 1166 году Раймунд Беренгер II, граф Прованса, был убит во время осады Ниццы, и Раймунд V отправился в Прованс, вознамерившись жениться на его вдове Рыксе Силезской, а своего сына Раймунда обручить с дочерью Рыксы Дульсой II и тем самым подчинить себе Прованс.

Тулузское графство на карте Франции

Такая перспектива не понравилась королю Арагона Альфонсо II, двоюродному брату Дульсы. Он отобрал у неё графство Прованс под предлогом недопустимости женского наследования и вступил в войну с Раймундом, который заключил союз с генуэзцами. Эта война длилась много лет. Раймунду пришлось отказаться от поддержки со стороны генуэзцев, слишком обременительной в экономическом отношении. Лангедокские бароны то и дело переходили с одной стороны на другую: так, Рожер II Транкавель, виконт Безье, Агда, Альби и Нима, в 1171 году сблизился с Тулузой и даже женился на Аделаиде, дочери Раймунда, но в 1179 году вновь переметнулся на сторону Альфонсо.

### Признание вассальной зависимости от английского короля
После развода с Констанцией на поддержку Людовика VII Раймунд уже не мог рассчитывать. Поэтому в 1173 году, чтобы обезопасить себя от нападения англичан, Раймунд V в Лиможе признал себя вассалом Генриха II. Это помогло ему уладить отношения и с Аквитанией, герцогством, которое Генрих Плантагенет отдал в фьеф своему сыну Ричарду Львиное Сердце. А Тулуза стала фьефом Аквитании. Впрочем, Раймунд, чтобы ослабить зависимость от Англии, настраивал сыновей Генриха против отца; их мятеж в 1173—1174 годах также был ему на руку.
В 1176 году Раймунд Тулузский наконец подписал Тарасконский мир с королём Альфонсо II Арагонским, за тридцать тысяч марок серебра отказавшись от всяких притязаний на Прованс, а также местности Габальда и Карлат. Впрочем, конфликт с Арагоном тлел до конца его жизни, прекратившись только при сыновьях Раймунда и Альфонсо, Раймунде VI Тулузском и Педро II Арагонском. Раймунд Беренгер III Прованский, младший брат Альфонсо, сам затеял войну с Тулузой и лангедокскими баронами и был убит в 1181 год у близ Монпелье.
В 1182 году Раймунд поддержал Генриха Молодого, старшего сына Генриха II, в борьбе с младшим братом Ричардом Львиное Сердце, своим тогдашним сеньором. Смерть Генриха Молодого в 1183 году могла бы поставить Раймунда V в опасное положение, но английский король и его сын Ричард были слишком заняты борьбой между собой, в которой участвовал и король Франции Филипп II Август. В 1186 году Ричард, вступив союз с Альфонсо Арагонским, захватил местности Альбижуа и Керси, а Альфонсо вторгся в Лангедок, и Раймунд был вынужден снять осаду Каркассона. Его спасло вмешательство короля Франции Филиппа II Августа, в 1187 году вторгшегося в Нижнее Берри и создавшего угрозу для Ричарда. После этого было заключено перемирие, в залог которого Раймунд передал Ричарду несколько замков в Керси. Во время отъезда последнего в 1190 году в Третий крестовый поход он попытался вернуть отданные замки, но ему помешал принц Санчо Наваррский, шурин Ричарда. Отношения с Англией нормализуются только после смерти Раймунда, когда его сын Раймунд VI женится на сестре Ричарда Львиное Сердце —Иоанне Английской.

### Катаризм
В период правления Раймунда V в Лангедоке широко распространилась ересь катаров. В 1165 году в Ломбере, в диоцезе Альби, состоялся первый публичный диспут между католическими и катарскими священнослужителями в присутствии самого Раймунда V, его жены Констанции и Рожера II Транкавеля, сочувствовавшего катарам. В 1177 году Раймунд отправил послание аббату Сито, прося о помощи в борьбе с ересью. Папа Александр III прислал в Тулузу легатов, но эффект от их деятельности был невелик.
В 1181 году состоялся даже первый «крестовый поход» против катаров, который возглавил Генрих де Марси, кардинал Альбанский, в ходе которого был взят город Лавор, принадлежавший Рожеру II Транкавелю, и арестовано несколько катаров, которые впоследствии отреклись от ереси; всё это тоже мало что дало.
Раймунд V умер в Ниме в декабре 1194 года и был похоронен в Нимском соборе (фр.). После его смерти графство Тулуза перешло к его старшему сыну Раймунду VI.

## Брак и дети
Жена (с 1154 года): Констанция Французская (ок. 1128—16 августа после 1177), дочь Людовика VI, короля Франции и Аделаиды Савойской. В 1165 — развод.
- Аделаида (ум. после августа 1199); муж с 1171 — Роже II (ум. 20 марта 1194), виконт Безье, Альби и Каркассона;
- Альберик Тайлефер (1157—1183 до 1 сентября); жена — Беатриса (ок. 1161—15 декабря 1228), графиня Альбона, потомства не оставил;
- Раймунд VI (27 октября 1156 — 2 августа 1222), граф Тулузы, организатор сопротивления Альбигойскому крестовому походу;
- Бодуэн (1165, Париж — 17 февраля 1214, Монтобан), казнён по приказу Раймунда VI за попытку захвата престола Тулузы. От него производят свой род Тулуз-Лотреки.